# Familienbande (2016)
Familienbande (russisch Родные Rodnyje, englisch Close Relations) ist ein Dokumentarfilm des russisch-ukrainischen Regisseurs Witali Manski aus dem Jahre 2016. Der Film hatte seine deutsche Premiere am 1. November 2016 auf dem Internationalen Leipziger Festival für Dokumentar- und Animationsfilm. Uraufgeführt wurde der Film am 5. Juli 2016 auf dem Internationalen Filmfestival Karlovy Vary. Der Bayerische Rundfunk hat den Film durch einen Vorkauf (Presale) mitfinanziert.

## Handlung
In Familienbande erforscht Regisseur Witali Manski die Gründe des russisch-ukrainischen Konflikts im Spiegel seiner eigenen Familie. Er zeigt, wie der Konflikt selbst nächste Angehörige entzweit.

## Hintergrund
Witali Manski wurde im westukrainischen Lwiw geboren und wuchs dort auf. Damals war Lwiw noch Teil der Ukrainischen Sozialistischen Sowjetrepublik. In den 1980er Jahren zog Manski zum Studium am renommierten Gerassimow-Institut für Kinematographie nach Moskau. Beim Zerfall der Sowjetunion wurde er als Einwohner von Moskau automatisch russischer Staatsbürger. Der Großteil seiner Verwandtschaft blieb jedoch in der Ukraine und lebt bis heute in Lwiw, Odessa, dem Donbass und auf der von Russland annektierten Halbinsel Krim. Dort besuchte Manski seine Angehörigen auf der Suche nach Gründen für den Russland-Ukraine-Konflikt.

## Auszeichnungen
- Lettischer Filmpreis Lielais Kristaps 2016 in den Kategorien Beste Dokumentarfilm-Regie und Bester Dokumentarfilm[3]